# レッド・クロウ
『レッド・クロウ』（The Red Crow）は、アルタンによる2作目のスタジオ・アルバム。グリーン・リネット・レコードから1990年に（日本では11月25日にミュージックシーンから）発売。

## 収録曲
1. イエロー・ティンカー～レディ・モンゴメリー～ザ・メリー・ハリヤース - "Yellow Tinker/Lady Montgomery/The Merry Harriers" – 2:55
2. コン・キャシディーズ～ダスティ・ミラー - "Con Cassidy's"/"Dusty Millar" – 3:01
3. マグハーリーの花 - "The Flower of Magherally" – 4:19
4. ブレンダ・スタバーツ～ブリーンズ～ザ・レッド・ボックス - "Brenda Stubbert's/Breen's/The Red Box" – 4:51
5. イニッシュ・ユン・ラーヴァ - "Inis Dhún Rámha" – 3:46
6. ジミー・ライオンズ～ザ・ティーリン～レッド・クロウ～壊れた橋 - "Jimmy Lyon's/The Teelin/The Red Crow/The Broken Bridge" – 4:42
7. 峡谷に住む黒髪のモリー - "Moll Dubh A'ghleanna" – 3:31
8. 結婚のジグ～ギャラハーのマーチ～ジェームズ・バーンズ～ミッキー・ドハティーズ～グレインの帰郷 - "The Wedding Jig/Hiudaí Gallagher's March/James Byrne's/Mickey Doherty's/Welcome Home Grainne" – 6:45
9. クロッチ・シュリの丘 - "Mallaí Chroichshli" – 3:54
10. トミー・ベティーのワルツ - "Tommy Bhetty's Waltz" – 5:07
11. エミヴィル～名前のないリール～陽気な三人の運命の姉妹 - "The Emyvale/Ríl Gan Ainm/The Three Merry Sisters of Fate" – 3:05

## パーソネル

### アルタン
- マレード・ニ・ウィニー (Mairéad Ní Mhaonaigh) - フィドル、ボーカル
- フランキー・ケネディ (Frankie Kennedy) - フルート、バック・ボーカル、口笛
- ポール・オショネシー (Paul O'Shaughnessy) - フィドル
- キーラン・クラン (Ciarán Curran) - ブズーキ、ギター
- マーク・ケリー (Mark Kelly) - ギター、バック・ボーカル

### ゲスト・ミュージシャン
- ジョニー・"リンゴ"・マクドナー (Johnny 'Ringo' McDonagh) - バウロン、パーカッション
- マリー・アスキン (Marie Askin) - ピアノ
- ダーモット・バーン (Dermot Byrne) - アコーディオン
- シェイマス・クイン (Séamus Quinn) - ピアノ
- ガーヴァン・ギャラガー (Garvan Gallagher) - ダブルベース
- ドーナル・ラニー (Dónal Lunny) - バウロン
- マイレ・ブレスナッハ (Máire Bhreathnach) - キーボード
- ナイアル・トナー (Niall Toner) - マンドリン
- P・J・カーティス (P.J. Curtis) - ギター